# Росія на літніх Паралімпійських іграх 2004
Результати спортсменів Росії на літніх Паралімпійських іграх 2004 року що проходили в Афіни Греція.  До складу групи входили 84 спортсменів - 49 чоловіків і 35 жінок. 